# Zancleoidea
Sous-ordre
Les Zancleoidea sont un sous-ordre de l'ordre de Anthoathecatae. Ce taxon désormais obsolète est remplacé par le sous-ordre des Capitata.